# 天正通宝
天正通宝（てんしょうつうほう）は、日本の安土桃山時代に発行された貨幣。皇朝十二銭以来の日本で鋳造された銭貨である。創鋳は1587年（天正15年）。
豊臣秀吉によって発行された。主として有功の将士に対する褒章用の貨幣であり、金銭と銀銭がある。『三貨図彙』によると流通用の銅銭も鋳造されたと言われるが、詳細は不明である。豊臣家が大坂の陣で滅亡しているため、流通した期間は短い。秀吉の発行した貨幣には他に天正大判（（1588年（天正16年））、文禄通宝（1592年（文禄元年））などがある。
秀吉によって鋳造されたこれらの貨幣はいずれも褒章用、軍事費用の範囲に留まっており、流通を目的とした貨幣の鋳造が国内で再開されるのは江戸期の寛永通宝まで待たれる（1606年（慶長11年）に徳川氏によって慶長通宝が鋳造されているが、本格的に流通することはなかった）。